# 南京大屠殺歷史和國際和平研究院
南京大屠殺史與國際和平研究院是中國江蘇省政府成立的一個研究機構，於2016年3月1日在南京大屠殺遇難同胞紀念館成立，南京大學歷史系教授張憲文擔任院長，南京大屠殺遇難同胞紀念館館長張建軍任執行院長。下設南京大屠殺史研究中心、抗日戰爭史研究中心、慰安婦問題研究中心、當代日本政治研究中心、和平學研究中心、國際和平學校等機構。

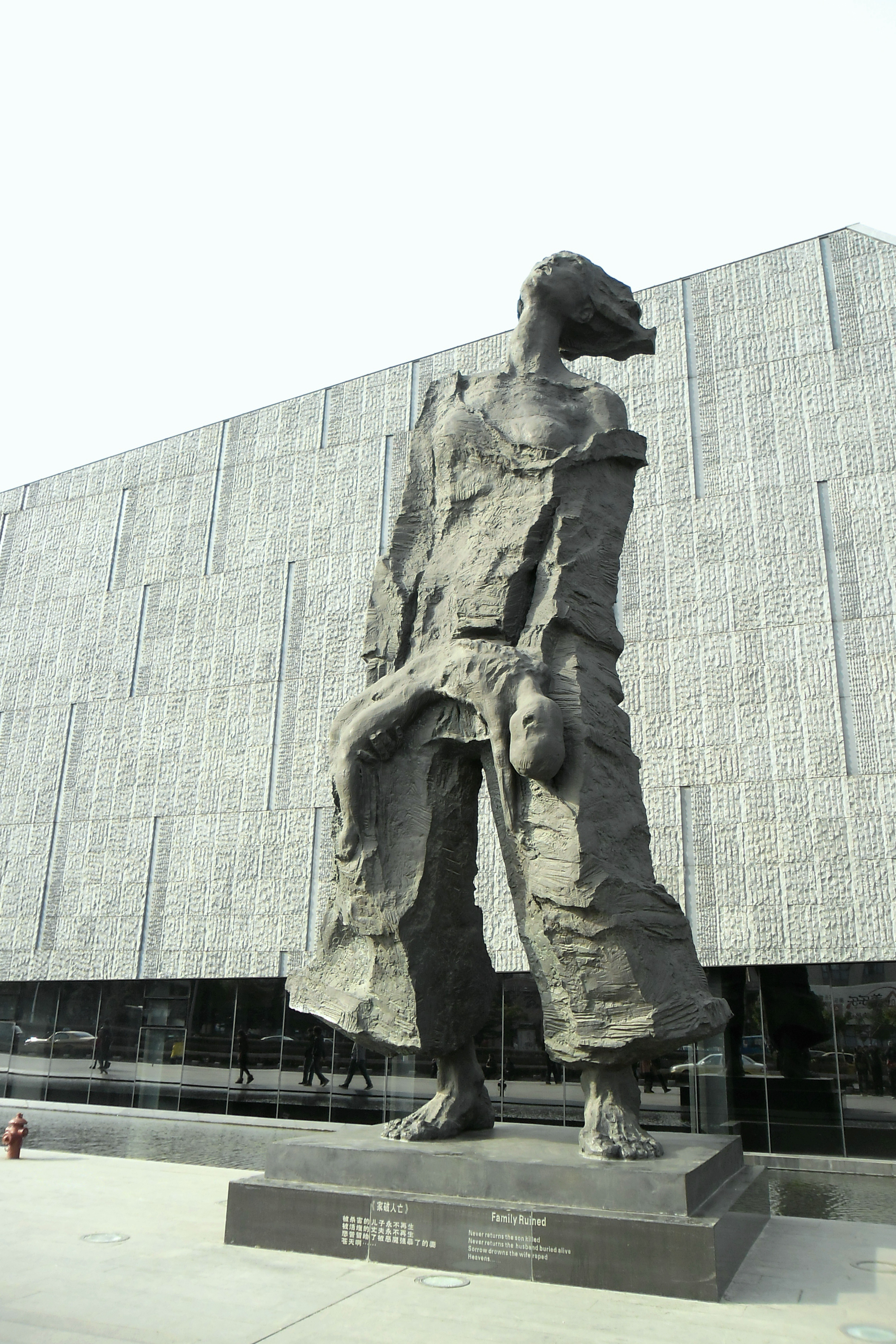
南京大屠杀纪念馆内的“家破人亡”雕塑